# Udpura
Udpura é uma vila no distrito de Kota, no estado indiano de Rajasthan.

## Geografia
Udpura está localizada a 24° 43′ N, 75° 58′ L. Tem uma altitude média de 325 metros (1066 pés).

## Demografia
Segundo o censo de 2001, Udpura tinha uma população de 8768 habitantes. Os indivíduos do sexo masculino constituem 54% da população e os do sexo feminino 46%. Udpura tem uma taxa de literacia de 67%, superior à média nacional de 59.5%: a literacia no sexo masculino é de 76% e no sexo feminino é de 57%. Em Udpura, 17% da população está abaixo dos 6 anos de idade.